# Pont Blau
Pont Blau (Puente Azul) fue una revista cultural escrita en catalán y que se publicó en México D.F. de 1952 al 1963. Su periodicidad era mensual y tenía una tirada de un millar de ejemplares. Se subtitulaba "Literatura, Artes, Información". Entre el 15 de septiembre de 1952 y diciembre de 1963 sacó 126 números. En 1964 la revista Xaloc tomó el relevo. 

## Historia
Fundada por Ramón Fabregat, que se encargó de la administración, su director y verdadero alma fue Vicenç Riera Llorca, los secretarios de redacción Josep Soler i Vidal y Marc Hurtado, Josep Maria Giménez-Botey fue director artístico y Joan Boldó i Climent, gerente. La publicación pretendía crear un órgano literario común y de publicación regular para todos los escritores de los territorios de habla catalana de España que escribieran en dicho idioma, y hacer de puente (de ahí el nombre) entre los autores del interior y los exiliados. Publicó artículos censurados en Cataluña (como una carta de Ramón Menéndez Pidal a José Luis López Aranguren) y se hizo eco de varias polémicas literarias (sobre la muerte de Eugenio d'Ors, sobre la antología poética de Joan Triadú de 1951 o sobre  El pelegrí apassionat [El peregrino apasionado] de Joan Puig i Ferreter). 
Predominaba la temática literaria, aunque dedicó mucho espacio a la información. Rafael Tasis (con el seudónimo Blanquerna) era el colaborador más prolífico y encargado de filtrar algunos artículos en el interior. También convocaba tres premios para obras escritas en catalán: Alexandre Plana de ensayo sobre pintura o escultura contemporánea, el premio Guimerà de teatro y el Maragall de poesía. Fueron principales colaboradores J. Roure Torent, Artur Bladé, Abelard Tona, Pere Calders, Mas i Perera, Miquel Ferrer Sanxis, Manuel Xuriguera, Odó Hurtado i Martí, Joan Fuster, Rafael Tasis, Manuel de Pedrolo y Maria Aurèlia Capmany, entre otros. 